# Victor Feddersen
Victor Feddersen (ur. 31 stycznia 1968 w Gentofte) – duński wioślarz. Dwukrotny medalista olimpijski.
Na igrzyskach startował dwa razy (IO 96, IO 00), na obu olimpiadach sięgając po medale. W 1996 był członkiem zwycięskiej czwórki wagi lekkiej, cztery lata później duńska osada w tej konkurencji zajęła trzecie miejsce. Duńczycy z Feddersenem w składzie byli mistrzami świata w 1994, 1997, 1998 i 1999.